# Ямаґуті Місакі
Ямаґуті Місакі (20 січня 1990) — японська плавчиня.
Учасниця Олімпійських Ігор 2008, 2016 років.
Призерка Пантихоокеанського чемпіонату з плавання 2014 року.
Призерка літньої Універсіади 2009 року.